# Шахман, Максимилиан
Максимилиан Шахман (нем. Maximilian Schachmann; род. 9 января 1994, Берлин) — немецкий профессиональный шоссейный велогонщик, выступающий за команду мирового тура «Bora-Hansgrohe». Чемпион мира 2018 года в командной гонке.

## Достижения
2011
9-й Чемпионат Европы U19  в индивид. гонке
2012
3-й  Чемпионат мира U19 в индивид. гонке
9-й Чемпионат Европы U19  в индивид. гонке
2013
9-й Чемпионат Европы U19 в индивид. гонке
2014
2-й Чемпионат Германии — Индивидуальная гонка U23
5-й Чемпионат мира — Индивидуальная гонка U23
5-й Чемпионат Европы U23 — Индивидуальная гонка U23
2015
2-й  Чемпионат мира — Индивидуальная гонка U23
3-й  Чемпионат Европы — Индивидуальная гонка U23
2016
1-й  Чемпион Германии — Индивидуальная гонка U23
1-й  Тур Эльзаса
1-й  Молодёжная классификация
1-й Этап 3
1-й Этап 3 Джиро Валле д'Аоста
2-й  Чемпионат мира — Индивидуальная гонка U23
2-й Тур Берлина
3-й Триптик де Мон э Шато
2018
1-й  Чемпион мира — Командная гонка
Джиро д’Италия
1-й Этап 18
 Лидер в молодёжной классификации после Этапов 1 — 5
1-й Этап 6 Вуэльта Каталонии
2-й Классик Сюд Ардеш
3-й  Чемпионат Европы в индивид. гонке
3-й Тур Германии — Генеральная классификация
1-й Этап 2
4-й Чемпионат Германии — Групповая гонка
4-й БинкБанк Тур — Генеральная классификация
7-й Волта Алгарви — Генеральная классификация
8-й Флеш Валонь
2019
 Чемпионат Германии — Групповая гонка
1-й Гран-при Индустрия и Артиджанато ди Ларчано
1-й Этап 5 Вуэльта Каталонии
3-й Льеж — Бастонь — Льеж
5-й Амстел Голд Рейс
10-й Тур Страны Басков — Генеральная классификация
1-й  — Очковая классификация
1-й Этапы 1 (ИГ), 3 и 4
10-й Тур Калифорнии
2020
Париж — Ницца
1-й  в генеральной классификации
1-й этап
Волта Алгарви
2-й в генеральной классификации
3-й Страде Бьянке
2021
 Чемпионат Германии — Групповая гонка
Париж — Ницца
1-й  в генеральной классификации
3-й Амстел Голд Рейс
2023
Тур Сибиу
3-й этап

## Статистика выступлений

### Чемпионаты
| Соревнование       | Соревнование | 2017 | 2018 | 2019 |
| ------------------ | ------------ | ---- | ---- | ---- |
| Чемпионат мира     | ITT          | —    | 11   |      |
| Чемпионат мира     | RR           | —    | НФ   |      |
| Чемпионат мира     | TTT          | —    | 1    |      |
| Чемпионат Европы   | ITT          | —    | 3    |      |
| Чемпионат Германии | ITT          | 4    | 4    |      |
| Чемпионат Германии | RR           | 5    | 26   |      |

### Гранд-туры
| Гонка           | 2018 | 2019 |
| --------------- | ---- | ---- |
| Джиро д'Италия  | 31   |      |
| Тур де Франс    | —    |      |
| Вуэльта Испании | —    |      |

### Однодневки
| Монументальные        | 2017 | 2018 | 2019 |
| --------------------- | ---- | ---- | ---- |
| Милан — Сан-Ремо      | —    | —    | —    |
| Тур Фландрии          | —    | —    | —    |
| Париж — Рубе          | —    | —    | —    |
| Льеж — Бастонь — Льеж | —    | 35   | 3    |
| Джиро ди Ломбардия    | —    | —    |      |
| Классические          | 2017 | 2018 | 2019 |
| Амстел Голд Рейс      | 105  | —    | 5    |
| Флеш Валонь           | 115  | 8    | 5    |

| —  | Не участвовал  |
| НФ | Не финишировал |